# Briol
En náutica, Briol (ant. Zapatilla) es uno de los cabos con que se cargan las velas para aferrarlas después con más facilidad. (fr. Cargue fond, ing. Bunt line; it. Funicella) 
En las de velas de cruz o redondas, los brioles están hechos firmes en varios puntos de la relinga del pujamen y en las de cuchillo, en el puño de la escota.

## Etimología
El Briol del medio se llamaba Cargador, y según Garc. y el Voc. Nav., Palanquin y Coronal, más en común se nombraba Zapatilla.
1. Garc.: Doctor Diego García de Palacios (Vocabulario de los nombres que usa la gente de mar, Impreso en México en 1587)
2. Voc. Nav.: Vocabulario Navaresco del siglo XVI

## Tipos
- Briolin (ant. Cargador, Palanquin, Coronal): es el briol que se pone en medio de la relinga del pujamen de una vela cuadra, para que apague el bolso que dejan los demás. (fr. Cargue á vue; ing. Slab-line; it. Polpo).